# マティアス・セバスティアン・スアレス・スアレス
マティアス・セバスティアン・スアレス・スアレス（スペイン語: Mathías Sebastían Suárez Suárez、1996年6月24日 - ）は、ウルグアイのサッカー選手。元ウルグアイ代表。モンペリエHSC所属。ポジションはDF。

## クラブ歴
デフェンソール・スポルティングの下部組織出身でトップチームに昇格した。
2019年1月2日に2023年夏までの契約でモンペリエHSCに完全移籍。2月3日に移籍後初出場を記録したが、ポール・ベルナルドーニと交錯して肋骨を骨折しハーフタイムで交代、戦列離脱となった。
翌年、クルブ・ナシオナル・デ・フットボールに期限付き移籍。2022年にモンテビデオ・シティ・トルケに期限付き移籍した。

## 代表歴
年代別代表としては2013 FIFA U-17ワールドカップ、2015年パンアメリカン競技大会、2015 南米ユース選手権、2015 FIFA U-20ワールドカップに出場した。
2018年11月16日に行われたブラジル代表との親善試合でA代表初出場を記録した。

## 家族
兄のダミアン・スアレスもウルグアイ代表のサッカー選手。